# Национальный музей естественной истории (Нью-Дели)
Национальный музей естественной истории — музей естественной истории, находившийся в городе Нью-Дели. Был открыт в 1978 году. Управлялся Министерством окружающей среды и лесного хозяйства Индии. 26 апреля 2016 года сгорел в результате пожара.

## История
Создание музея началось в 1972 году, оно являлось частью мероприятий, посвящённых 25-летию независимости Индии. Открытие музея состоялось 5 июня 1978 года.
Рано утром 26 апреля 2016 года на территории музея возник пожар и он полностью сгорел. Известно, что в здании музея имелась система пожаротушения, но она находилась в нерабочем состоянии.

## См.также
- Национальный научный центр (Нью-Дели)